# اچ‌دی‌ام‌اس نایادن (۱۸۱۱)
اچ‌دی‌ام‌اس نایادن (۱۸۱۱) (به انگلیسی: HDMS Najaden (1811)) یک کشتی بود که طول آن ۶ در ۱۴۳ فوت بود. این کشتی در سال ۱۸۱۱ ساخته شد.